# Adolf von Westarp (Generalleutnant)
Adolf Eduard Ludwig Viktor Graf von Westarp (* 18. November 1854 in Düsseldorf; † 19. Dezember 1925) war ein preußischer Generalleutnant.

## Leben

### Herkunft
Er entstammte dem Adelsgeschlecht Westarp, einer Linie der Askanier. Es geht auf die morganatische Ehe des Prinzen Friedrich Franz Christoph von Anhalt-Bernburg-Schaumburg-Hoym (1769–1807), Sohn des preußischen Generals Franz Adolf, mit der bürgerlichen Karoline Westarp (1773–1818) zurück. Adolf von Westarp war ein Urenkel des Prinzen und der Sohn des Oberförsters Viktor Graf von Westarp (1826–1868) und dessen Ehefrau Emma, geborene von Oven (1831–1910). Sie war eine Schwester von Karl und Julius von Oven.
Der Politiker Kuno von Westarp war sein jüngerer Bruder. Sein älterer Bruder Werner war mit der Tochter des preußischen Generals Ludwig von Hartrott verheiratet, seine Cousine ersten Grades Frieda ehelichte den Politiker Johann Georg von Einsiedel. Weitere Cousins ersten Grades waren die Väter des Marineoffiziers und Industriellen Theodor von Westarp sowie des Politikers Wolf von Westarp. Der Verwaltungsjurist Otto von Westarp war einer seiner Onkel. Sein Namensvetter, der Schriftsteller Adolf von Westarp (1851–1915), war ein Cousin zweiten Grades.

### Militärkarriere
Aus dem Kadettenkorps kommend, wurde Westarp am 28. April 1872 als Sekondeleutnant dem 6. Brandenburgischen Infanterie-Regiment Nr. 52 der Preußischen Armee überwiesen. Zwei Jahre später ließ er sich zur Artillerie versetzen und kam dabei in das Magdeburgische Feldartillerie-Regiment Nr. 4. Dort im März 1881 zum Premierleutnant befördert, folgte einige Tage später seine Versetzung nach Breslau in das Schlesische Feldartillerie-Regiment Nr. 6. Westarp avancierte hier am 15. November 1887 zum Hauptmann und Batteriechef. Unter Stellung à la suite des Regiments wurde er am 28. März 1889 als Chef der 2. Lehr-Batterie zur Artillerie-Schießschule versetzt. Daran schloss sich ab 18. August 1895 eine Verwendung im 1. Garde-Feldartillerie-Regiment an. In dieser Stellung erhielt Westarp am 12. September 1895 den Charakter als Major und am 27. Januar 1896 das Patent zu diesem Dienstgrad. Vom 18. Oktober 1896 bis zum 17. April 1899 war er als Abteilungskommandeur im 2. Garde-Feldartillerie-Regiment tätig und wurde anschließend in gleicher Eigenschaft in das 1. Garde-Feldartillerie-Regiment rückversetzt. Am 18. April 1901 beauftragte man Westarp mit der Führung des Großherzoglich Hessischen Feldartillerie-Regiments Nr. 25 (Großherzogliches Artillerie-Korps) in Darmstadt. Am 18. Mai 1901 folgte seine Ernennung zum Regimentskommandeur sowie die Beförderungen zum Oberstleutnant am 22. April 1902 und zum Oberst drei Jahre später. Für sein Wirken verlieh ihm Großherzog Ernst Ludwig das Komturkreuz II. Klasse des Ordens Philipps des Großmütigen. Am 15. Dezember 1906 wurde Westarp nach Trier versetzt und mit der Führung der dortigen 16. Feldartillerie-Brigade beauftragt. Am 14. April 1907 ernannte man ihn zum Kommandeur dieses Großverbandes und am 1. Mai 1909 stieg er zum Generalmajor auf. In dieser Eigenschaft erhielt Westarp den Kronenorden II. Klasse und anlässlich des Ordensfestes 1911 den Roten Adlerorden II. Klasse mit Eichenlaub. In Genehmigung seines Abschiedsgesuches wurde er am 22. April 1912 unter Verleihung des Charakters als Generalleutnant mit der gesetzlichen Pension zur Disposition gestellt.
Während des Ersten Weltkriegs wurde Westarp als z.D.-Offizier wiederverwendet und fungierte als Inspekteur der Etappen-Inspektion der 3. Armee.
Er war Rechtsritter des Johanniterordens.

### Familie
Westarp war zwei Mal verheiratet, zunächst ab 1877 mit Eugenie Schneider (1854–1890) und ab 1899 mit Alexandra von Walter (1863–1940). Aus den Ehen gingen folgende Kinder hervor:
- Irene (1882–1882)
- Eberhard-Joachim (1884–1945), Schriftsteller ⚭ 1921 Asta von Beseler (* 1897), Tochter des Generaloberst Hans von Beseler
- Heinrich (1906–1984), Dipl.-Ing. ⚭ 1935 Isie Cullinan (1910–1985)